# مقاطعة فرانكلين (أيداهو)
مقاطعة فرانكلين (بالإنجليزية: Franklin County)‏ هي إحدى مقاطعات ولاية أيداهو في الولايات المتحدة الأمريكية.